# Уст-ордински бурјатски округ
Уст-ордински бурјатски округ или Уст-Орда Бурјатија (руски: Усть-Ордынский Бурятский округ; бурјатски: Усть-Ордын Буряадай тойрог) је локална  административна јединица Иркутске области Русије. Има површину од 22.138,1 km² и 123.493 становника (2013). Административни центар округа је насеље Уст-ордински. По попису из 2010. године, 54,2% становништва округа чине Руси, а 39,8% Бурјати.

## Историја
До 1. јануара 2008. године, на овом подручју се налазио Уст-ордински бурјатски аутономни округ, један од субјеката Руске федерације. На референдуму одржаном 16. априла 2006, већина становништва Иркутске области и аутономног округа Уст-Орда Бурјатија је донела одлуку о уједињењу ова два региона. Према извештајима регионалних комисија, 68,98% становништва Иркутске области и 99,51% становништва Уст-Орда Бурјатије је учествовало на изборима, чинећи један од најбоље спроведених плебисцита по питању излазности. За уједињење је било 89,77% гласача Иркутске области, док је постотак становника који су гласали за уједињење у Уст-Орда Бурјатији био још већи, чак 97,79%.